# هالتون آرپ
 هالتون آرپ (انگلیسی: Halton Arp؛ ۲۱ مارس ۱۹۲۷ – ۲۸ دسامبر ۲۰۱۳) یک دانشمند در زمینه اخترشناسی اهل ایالات متحده آمریکا بود.